# Polypogon chilensis
Polypogon chilensis är en gräsart som först beskrevs av Carl Sigismund Kunth, och fick sitt nu gällande namn av Pilg.. Polypogon chilensis ingår i släktet skäggrässläktet, och familjen gräs. Inga underarter finns listade i Catalogue of Life.